# 特雷西加洛
特雷西加洛（義大利語：Tresigallo），是意大利费拉拉省的一个市镇。总面积20平方公里，人口4613人，人口密度230.7人/平方公里（2009年）。ISTAT代码为038024。该城市拥有大量20世纪30年代的意大利理性主义建筑。被称为“形而上的城市”(La città metafisica)。

## 图库

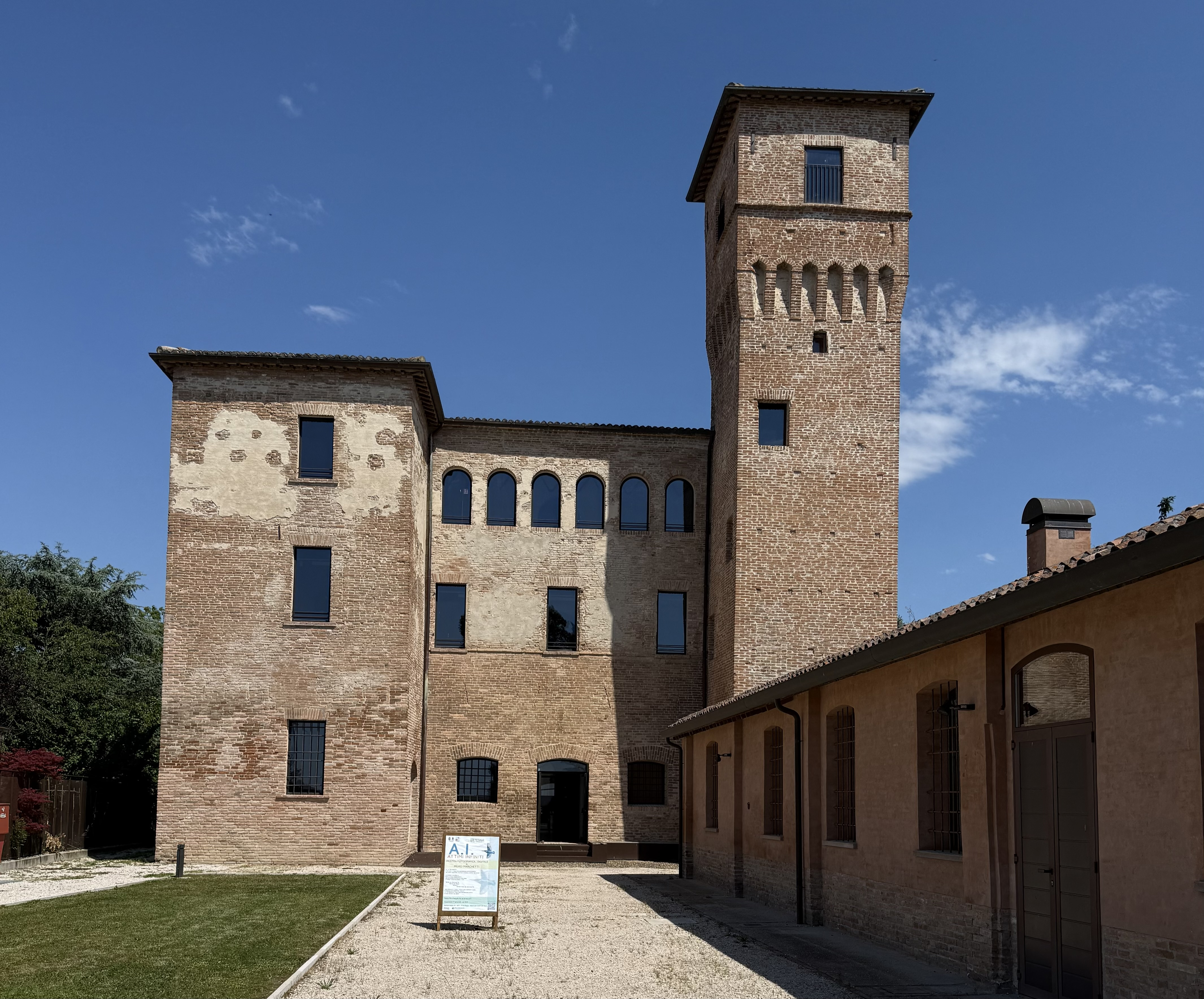
皮奥宫
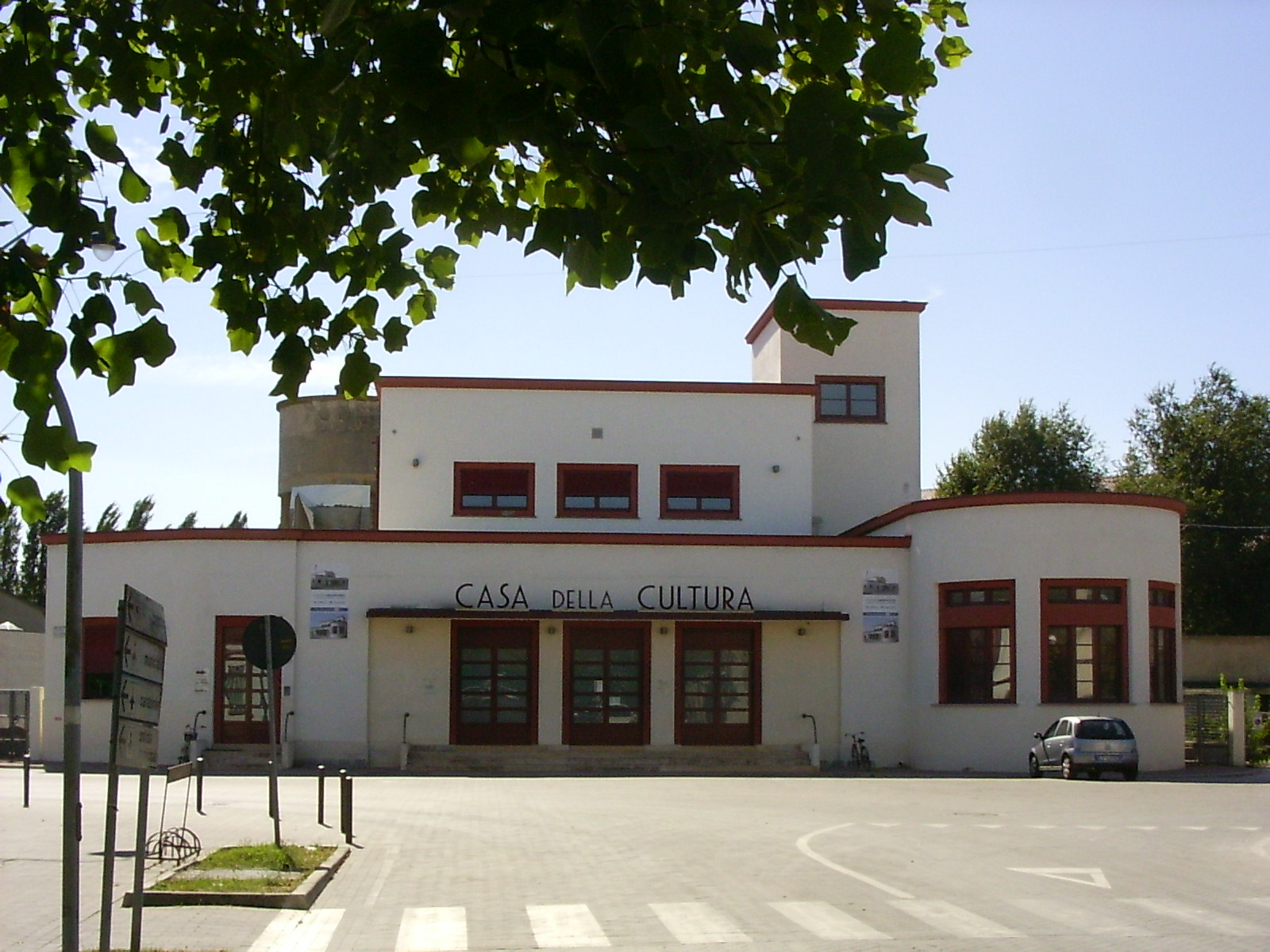
文化宫
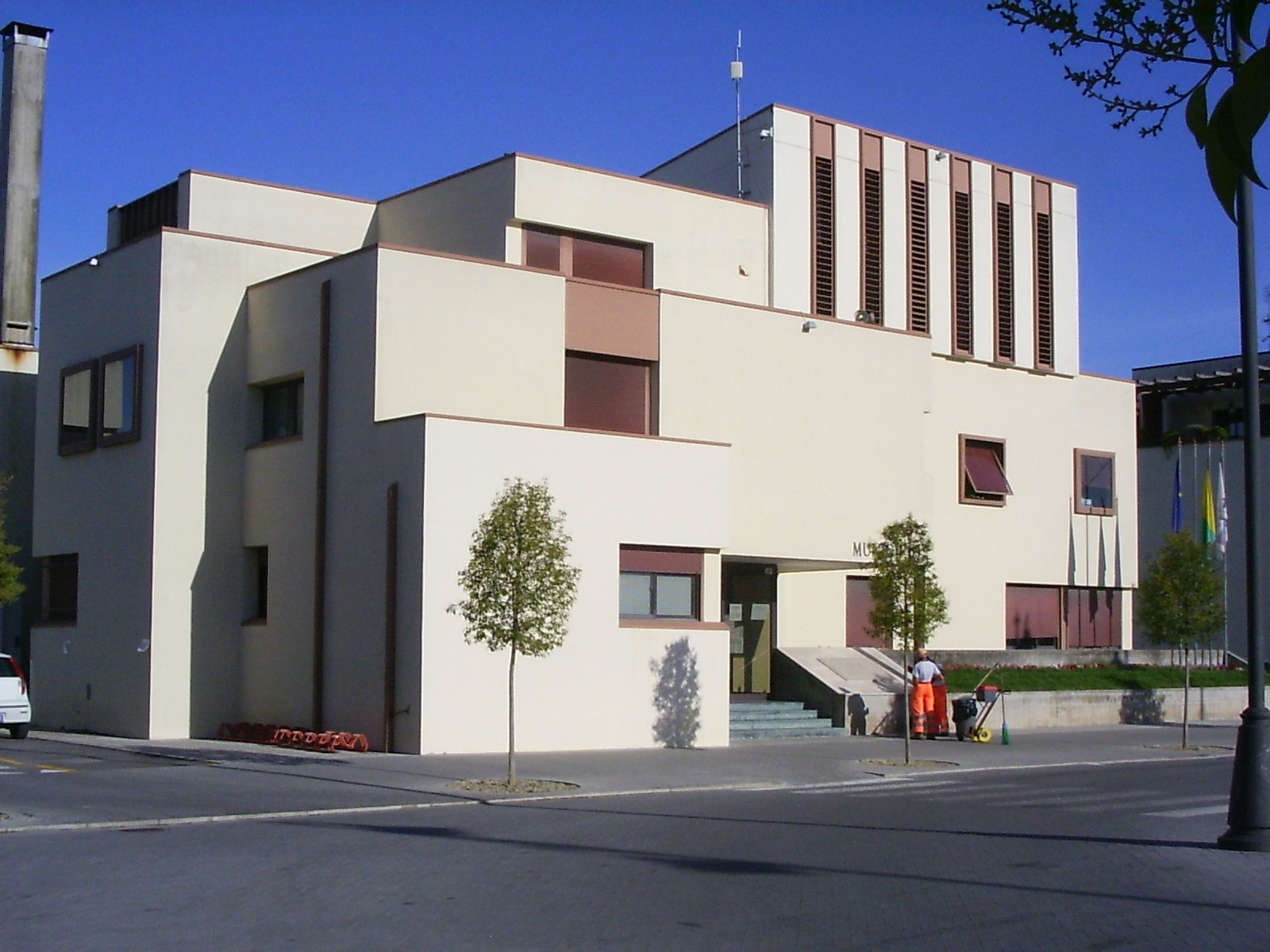
市政厅
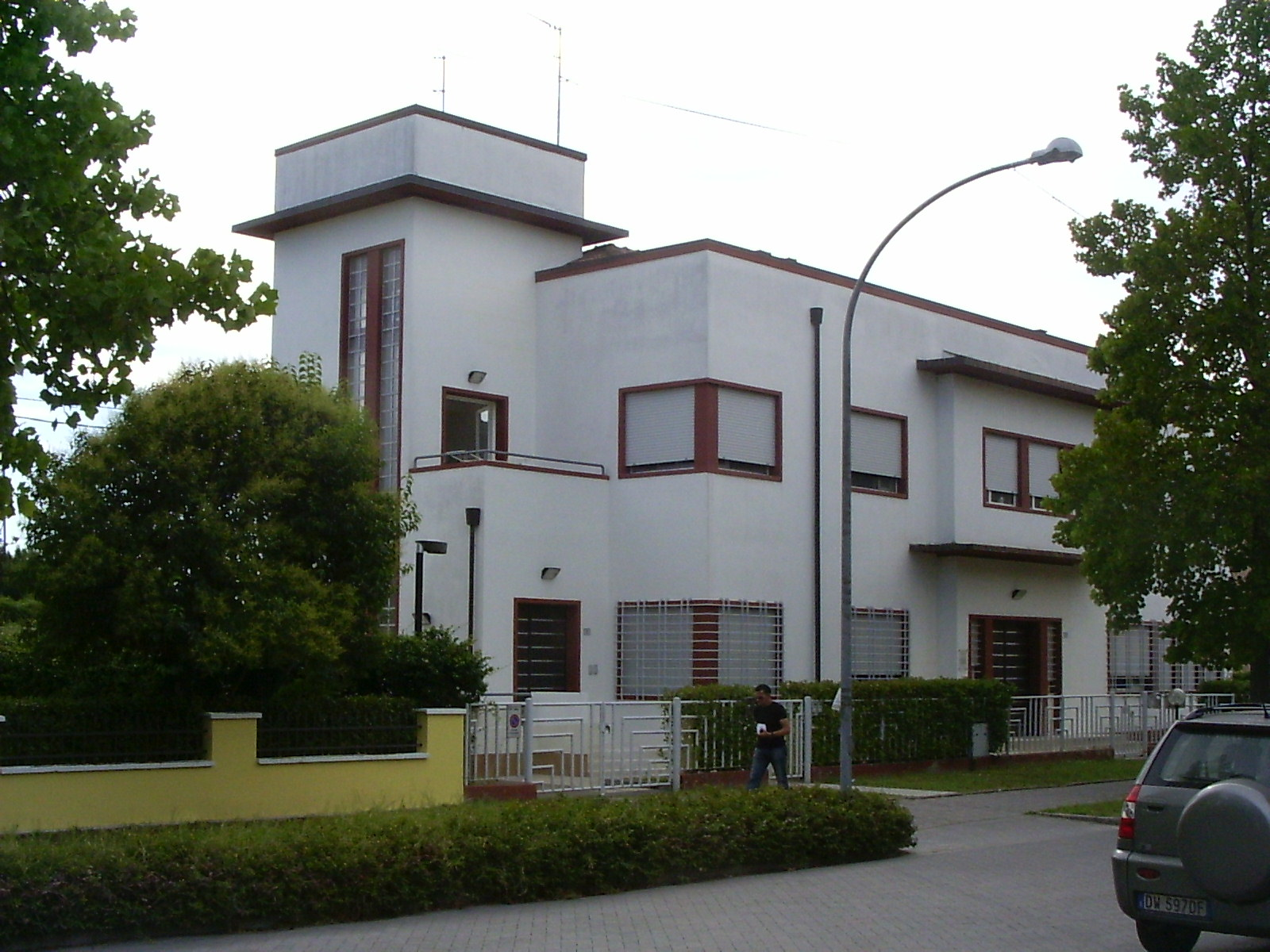
旧警察局
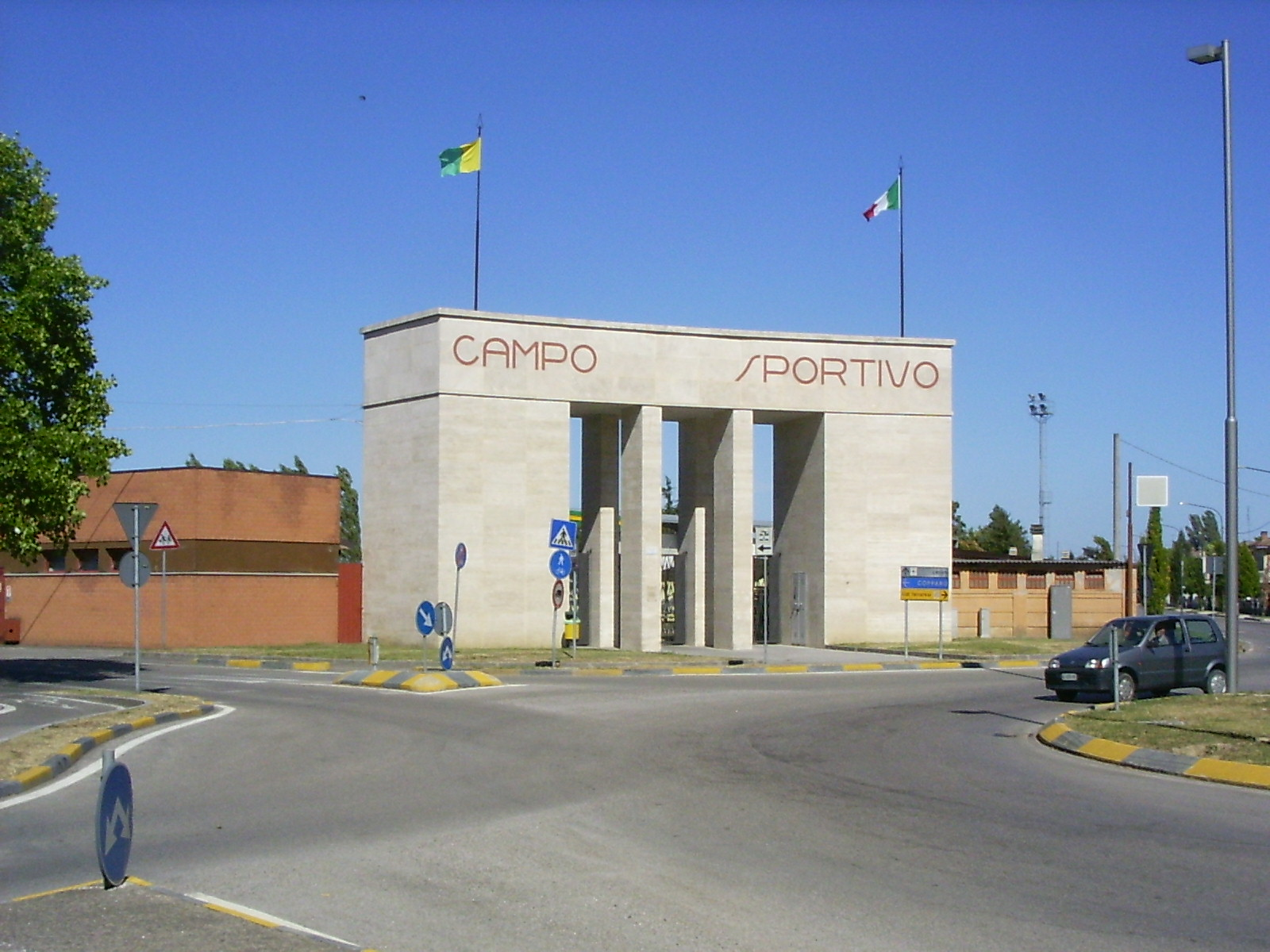
体育中心大门
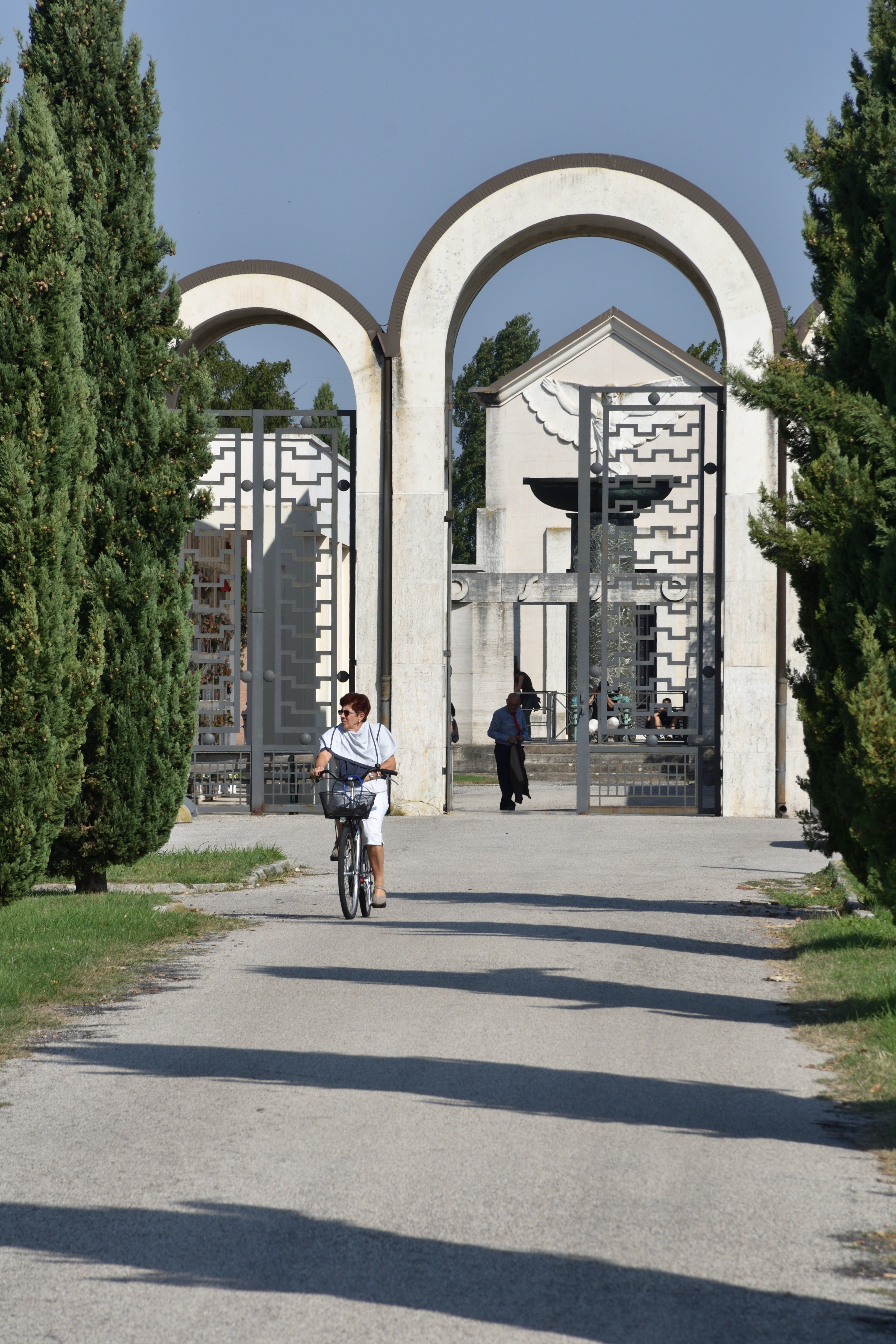
公墓